# Грайворонский район
 Гра́йворонский райо́н — административно-территориальная единица (район) в Белгородской области России.
В рамках организации местного самоуправления в его границах находится муниципальное образование Грайворонский городско́й о́круг, образованное вместо упразднённого одноимённого муниципального района.
Административный центр — город Грайворон.

## География
Грайворонский район расположен в юго-западной части Белгородской области. На севере район граничит с Краснояружским и Ракитянским, на востоке — с Борисовским районами области. С южной и западной стороны граница района совпадает с Государственной границей Российской Федерацией с Украиной (Харьковская и Сумская области). Площадь территории — 853,8 км².

## История
В XVI — начале XVII века территория Грайворонщины входила в состав Хотмыжской волости Путивльского уезда Новгород-Северского княжества.
XVII век — 1765 год Грайворонская сотня Ахтырского слободского казачьего полка.
С средины XVII века, в связи в переселением из Правобережной Украины (и образованием Слободских казачьих полков) на территорию современного Грайворонского района переселяется много украинцев (русинов, черкасов), а сама территория становится частью образованного Ахтырского слободского казачьего полка, как Грайворонская сотня. В связи с тем, что граница между Слобожанщиной (Ахтырский полк) и Белгородским полком (Хотмыжский уезд) была «размыта», зачастую население одной и той же территории могло подчиняться различным инстанциям. Украинское население Грайворонской сотни подчинялось полковой старшине (г. Ахтырка), а российское — Белгородскому воеводе.
В период с 1838 по 1928 год существовал Грайворонский уезд Курской губернии.
Район образован в 1928 году после упразднения Грайворонского уезда и перехода на областное, окружное и районное деление.
С 1928 по 1930 год район входил в состав Белгородского округа Центрально-Чернозёмной области.
В 1930 году округа были ликвидированы, районы, в том числе Грайворонский, стали подчиняться непосредственно областному центру (город Воронеж).
В 1934 году Центрально-Чернозёмная область была разделена на Курскую и Воронежскую области. Грайворонский район отошёл к Курской области.
В 1954 году Грайворонский район вошел в состав новообразованной Белгородской области.
1 февраля 1963 года в ходе административно-территориальной реформы был образован Грайворонский промышленный район, в состав которого вошел город Грайворон.
12 января 1965 года указом Президиума Верховного Совета РСФСР район был ликвидирован, его территория вошла в состав Борисовского района Белгородской области.
Грайворонский район был воссоздан в 1989 году.
С 1 января 2006 года в соответствии с Законом Белгородской области от 20.12.2004 № 159 муниципальное образование «Грайворонский район» наделено статусом муниципального района.
В состав муниципального района с января 2006 года до апреля 2018 года входило 13 муниципальных образований: 1 городское и 12 сельских поселений:
| №        | Муниципальное образование            | Админ. центр             | Количество населённых пунктов | Население | Площадь, км² |
| -------- | ------------------------------------ | ------------------------ | ----------------------------- | --------- | ------------ |
| 1e-06    | Городское поселение:                 |                          |                               |           |              |
| 1        | город Грайворон                      | город Грайворон          | 2                             | 6681      | 30,64        |
| 1.000002 | Сельские поселения:                  |                          |                               |           |              |
| 2        | Безыменское сельское поселение       | село Безымено            | 1                             | 805       | 48,60        |
| 3        | Головчинское сельское поселение      | село Головчино           | 4                             | 8679      | 95,59        |
| 4        | Гора-Подольское сельское поселение   | село Гора-Подол          | 2                             | 2498      | 43,70        |
| 5        | Горьковское сельское поселение       | посёлок Горьковский      | 5                             | 919       | 66,08        |
| 6        | Доброивановское сельское поселение   | село Доброивановка       | 4                             | 2063      | 51,63        |
| 7        | Дорогощанское сельское поселение     | село Дорогощь            | 2                             | 924       | 51,39        |
| 8        | Дунайское сельское поселение         | село Дунайка             | 3                             | 1104      | 73,14        |
| 9        | Ивано-Лисичанское сельское поселение | село Ивановская Лисица   | 4                             | 1672      | 124,61       |
| 10       | Козинское сельское поселение         | село Козинка             | 4                             | 1283      | 59,11        |
| 11       | Мокроорловское сельское поселение    | село Мокрая Орловка      | 3                             | 819       | 56,29        |
| 12       | Новостроевское сельское поселение    | село Новостроевка-Первая | 3                             | 884       | 36,33        |
| 13       | Смородинское сельское поселение      | село Смородино           | 3                             | 1385      | 116,69       |

В апреле 2018 года муниципальный район «Грайворонский район» и все входившие в него поселения были упразднены и объединены в одно единое муниципальное образование Грайворонский городской округ.
Грайворонский район как административно-территориальная единица сохраняет свой статус. Соответствующие городскому и сельским поселениям муниципальные округа (административно-территориальные единицы муниципальных образований) не упразднены.

## Население
| 1959    | 2002    | 2009    | 2010    | 2011    | 2012    | 2013    | 2014    | 2015    |
| ------- | ------- | ------- | ------- | ------- | ------- | ------- | ------- | ------- |
| 40 076  | ↘31 567 | ↘29 661 | ↘29 137 | ↘29 043 | ↘28 967 | ↗29 049 | ↗29 165 | ↗29 544 |
| 2016    | 2017    | 2018    | 2019    | 2020    | 2021    |         |         |         |
| ↗29 740 | ↘29 701 | ↗29 716 | ↘29 636 | ↗29 730 | ↘26 857 |         |         |         |

### Национальный состав
Национальный состав района по данным переписи населения 1939 года: русские — 67,8 % или 33 735 чел., украинцы — 31,6 % или 15 721 чел.
По переписи населения 2010 года. Население составило — 29 137 чел. Русские — 26 297 чел., украинцы — 1 252 чел., армяне — 220 чел.
По итогам переписи населения 2020 года проживали следующие национальности (национальности менее 0,1 % и другое, см. в сноске к строке «Другие»):
| Национальность   | Численность, чел. | Доля     |
| ---------------- | ----------------- | -------- |
| Русские          | 24 279            | 90,39 %  |
| Украинцы         | 483               | 1,80 %   |
| Армяне           | 169               | 0,63 %   |
| Цыгане           | 112               | 0,42 %   |
| Турки            | 94                | 0,35 %   |
| Табасараны       | 62                | 0,23 %   |
| Азербайджанцы    | 60                | 0,22 %   |
| Турки-месхетинцы | 59                | 0,22 %   |
| Татары           | 50                | 0,19 %   |
| Молдаване        | 47                | 0,18 %   |
| Даргинцы         | 40                | 0,15 %   |
| Белорусы         | 27                | 0,10 %   |
| Другие           | 1375              | 5,12 %   |
| Итого            | 26 857            | 100,00 % |

## Местное самоуправление
Глава района — Бондарев Геннадий Иванович.

## Экономика
Более 80 % населения района связано с сельским хозяйством.

## Транспорт
Территорию района пересекают одна железнодорожная магистраль и автотрассы, связывающие Грайворон с городами Белгород, Сумы, Харьков. По району проходят газопроводы и линии электропередач.

## Галерея

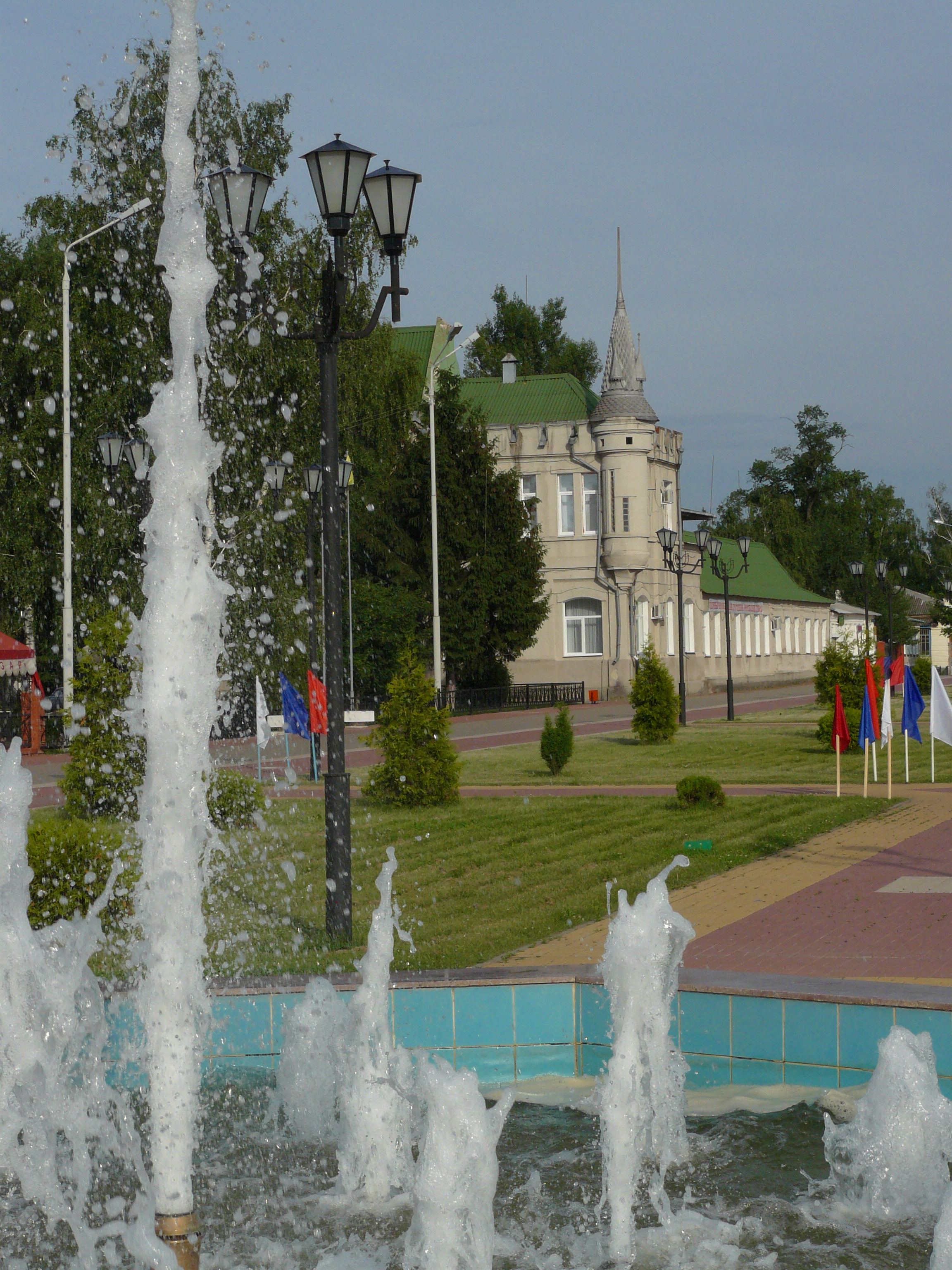
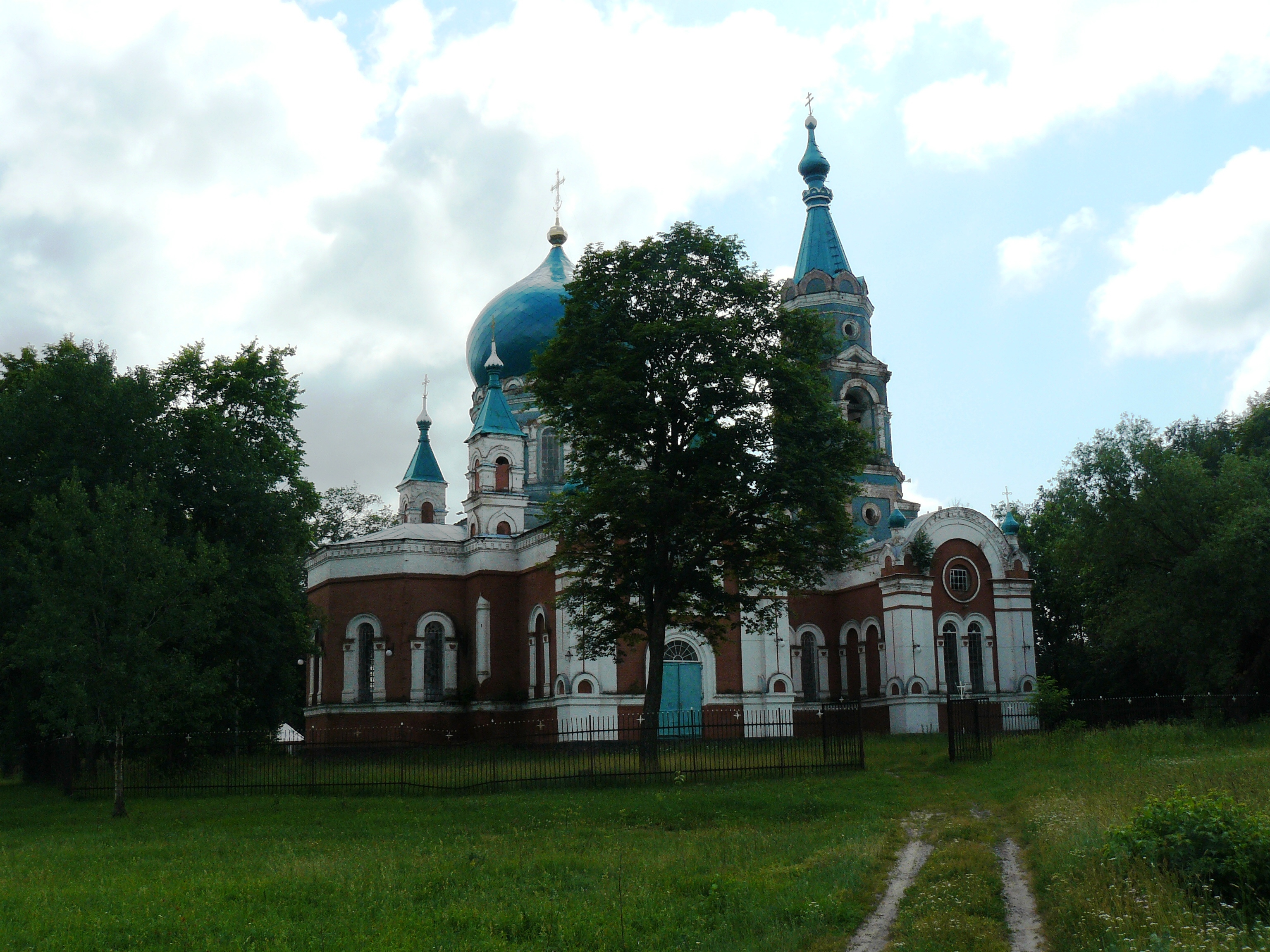